# タネツケバナ属
タネツケバナ属（たねつけばなぞく、学名:Cardamine L. (1753)）はアブラナ科の属の一つ。

## 特徴
植物体は無毛または分枝しない単純毛のみが生える。一年草、越年草または多年草で、ときに地下に根茎がある。茎につく葉は互生し、羽状に分裂するか羽状複葉になり、まれに単葉または3出複葉になる。茎葉の葉柄は無いかまたは有り、葉柄の基部が耳状に広がって茎を抱くことがある。花は4弁の放射相称の十字形になり、花弁は白色または紅紫色で、ときに花弁が退化しているものもある。雄蕊は6個まれに4個。雌蕊は1個。果実は果体の形状が細長い長角果で、やや扁平になるかまれに円柱状になる。長角果は上を向き、果皮は熟すと反曲して縦に裂開し、種子を弾き飛ばし、裂開後の胎座は横に広がる。種子は翼が無いかまれにあり、長角果の中に1列に並ぶ。染色体基本数はx=6,7,8,10。

## 分布
世界の温帯に約200種ある。日本には、約20種ある。

## 名前の由来
属名 Cardamine は、食用とされるタガラシ（アブラナ科）の1種のギリシア語 "kardamon" に由来する。

## 種
和名、学名は原則としてYListによる。

### 日本に分布する種
- ミツバコンロンソウ（三葉崑崙草[4]） Cardamine anemonoides O.E.Schulz - 山地の林下に生育する多年草。高さ5-25cm。葉は3出羽状複葉、最上部はときに単葉。本州の関東地方以西、四国、九州に分布する[2]。
- ヒロハコンロンソウ（広葉崑崙草[4]） Cardamine appendiculata Franch. et Sav. - 山地の渓流沿いの水湿地に生育する多年草。高さ30-60cm。葉は奇数羽状複葉で小葉は5-7個。長い葉柄の基部に小さい耳部があって茎を抱く。本州の中部地方以北に分布する[2][4]。
- オオマルバコンロンソウ Cardamine arakiana Koidz. - やや湿り気のある雑木林などに生育する多年草。高さ10-30cm、茎に開出毛が生える。根出葉の小葉は1-3個、頂小葉は円形で大きく、表面に短毛が生える。葉柄の基部は耳状にならない。本州の京都府、兵庫県、岡山県に分布する。絶滅危惧IB類(EN)[2][5]。
- オオケタネツケバナ（大毛種漬花[6]） Cardamine dentipetala Matsum. - やや湿った林床などに生育する多年草。茎は基部から直立して高さ20-40cm。葉は奇数羽状複葉で側小葉は1-4対、頂小葉が大きい円形から広卵形で縁に毛が生える。花は大きい。長角果は斜上し、毛が生えることが多い。本州の日本海側に分布する[2]。
- タチタネツケバナ Cardamine fallax (O.E.Schulz) Nakai - 河原、林縁などやや乾いた明るい場所に生育する越年草。植物体に毛が多く、茎は直立する。根出葉はロゼット状になり、茎葉は根出葉より小さい。小葉の切れ込みが深く明らかな小葉柄があり、基部に線形の副片が出る。本州、四国、九州、朝鮮半島、中国大陸に分布する[2]。
- ジャニンジン（蛇胡蘿匐[6]、蛇人参[7]） Cardamine impatiens L. var. impatiens - 木陰、水辺などのやや湿った場所に生育する越年草、まれに一年草。茎は直立して高さ12-80cm。根出葉はロゼット状になり、茎葉は根出葉より大きく、葉柄の基部は小さな耳状になって茎を抱く。小葉は多く4-10対ある。長角果の果柄は斜上し、長さ4-10mm。南千島、北海道、本州、四国、九州、ユーラシア大陸の温帯から亜熱帯に広く分布する[2]。
  - ホソバジャニンジン Cardamine impatiens L. var. tenuissima Honda - ジャニンジンを基本種とする変種。九州の熊本県南部と宮崎県西部の石灰岩地に生育する。基本種より根出葉の数が多く、長角果の果柄の長さが10-17mmと長い。別名、ナガエジャニンジン[2][8]。
- コタネツケバナ Cardamine kokaiensis Yahara, Soejima, Kudoh, Šlenker et Marhold - 2018年記載の新種。別名、コカイタネツケバナ（茨城県小貝川にちなむ。）。河川敷や低地の湿った場所に生育する越年草。茎葉の裂片は楕円形で、花が小さい。長角果の果柄が短く、種子の周辺に明確な膜質の翼が発達する。同所的に生育するタネツケバナより花期が早い。本州の関東地方から近畿地方、中国地方、さらに中国大陸東部に分布する。従来、ヨーロッパ産の C. parviflora に当てられ、帰化植物とされてきた[2][9]。
- コンロンソウ（崑崙草[4]） Cardamine leucantha (Tausch) O.E.Schulz - 山地や川辺の水湿地に生育する多年草、群落をつくる。高さ25-70cm。葉は奇数羽状複葉で小葉は5-7個。長い葉柄の基部に耳部がない。南千島、北海道、本州、四国、九州、朝鮮半島、中国大陸、モンゴル、アムール、ウスリー、オホーツク海西岸地方、サハリンに分布する[2][4]。
- ミズタガラシ（水田芥子[4]）Cardamine lyrata Bunge - 水湿地や水田の周辺などに生育する多年草。高さ30-80cm。茎葉は奇数羽状複葉で小葉は2-6対、頂小葉は円形から楕円形。植物体は無毛。葉柄基部に耳状の小葉がある。花後茎が倒伏し匍匐枝をだす。種子に広い膜状の翼がある。本州、四国、九州、朝鮮半島、中国大陸、モンゴル、シベリア東部、極東ロシアに広く分布する[2][4]。
- ネオタネツケバナ Cardamine neoensis Yahara - 2025年記載の新種。岐阜県根尾川上流域から発見された。小型の多年草で、高さ7-17cm、無毛。根出葉は4-11個あり、長さ6cm、奇数羽状複葉で2-7対の側小葉があり、側小葉の上縁は全縁、下縁に浅い切れ込みがある。茎葉は2-4個。北海道に産するエゾノジャニンジンに似る[10]。
- コシジタネツケバナ Cardamine niigatensis H.Hara - 深山の流れのほとり生育する多年草。高さ5-15cm。茎葉は奇数羽状複葉で小葉は3-5個、上部のものは単葉ときに3小葉、無毛。花は大きい。長角果は無毛。本州の新潟県、富山県、群馬県、福島県に分布する[2]。
- ミヤマタネツケバナ（深山種漬花[6]） Cardamine nipponica Franch. et Sav. - 高山帯の湿った岩礫地などに生育する多年草。高さ3-10cm。茎葉は奇数羽状複葉で小葉は3-5個、楕円形から倒卵形。葉柄基部に小さい耳部がある。本州の中部地方以北、北海道に分布する[2]。
- タネツケバナ（種漬花[6]）Cardamine occulta Hornem. - 水田、畑、道ばたなどに生育する越年草、ときに一年草。茎に多少毛があり、高さ10-30cm、暗紫色をおびることが多い。根出葉はロゼット状になる。長角果は無毛で直立する。北海道、本州、四国、九州、琉球、東アジアからヒマラヤ、東南アジアの高地に広く分布する。従来、ヨーロッパ原産の C. flexuosa と混同されてきた[2]。
- ハナタネツケバナ（花種漬花[7]） Cardamine pratensis L. - 北海道東部、南千島、北千島の湿原に稀に生育する多年草。高さ15-60cm。茎葉は奇数羽状複葉で小葉は線形から卵状楕円形。花は淡紅色から淡紅紫色。花は国内産の種では最大。絶滅危惧IB類(EN)。国外ではユーラシア大陸と北アメリカ大陸の北部に広く分布する。別名、セキソウ[2][11]。タイプ種。
- オオバタネツケバナ（大葉種漬花[6]） Cardamine regeliana Miq.[2] - 原野の水湿地などに生育する多年草。茎は地を這って、上部は直立して高さ20-40cm。葉は奇数羽状複葉で側小葉は1-5対、頂小葉が大きい菱形状卵形。長角果は直立するか斜上し、果柄は斜上する。南千島、北海道、本州、四国、九州、朝鮮半島、中国大陸東北部、極東ロシアに分布する[2]。
- エゾノジャニンジン（蝦夷の蛇胡蘿匐[6]、蝦夷蛇人参[7]）Cardamine schinziana O.E.Schulz - 山地の渓流沿いに生育する多年草。茎は基部が地上を這い、上部が直立して高さ20-40cm。茎葉は奇数羽状複葉で側小葉は5-11個、長楕円形から披針形でさらに羽状に切れ込む。南千島、北海道に分布する[2][7]。
- マルバコンロンソウ（丸葉崑崙草[4]） Cardamine tanakae Franch. et Sav. ex Maxim. - 山地の木陰に生育する越年草、または短命な多年草。高さ5-20cm。葉は奇数羽状複葉で小葉は1-7個、頂小葉が大きい円形。葉柄の基部に小さい耳部があって茎を抱く。茎と葉に白い毛が生える。本州、四国、九州、済州島に分布する[2][4]。
- オクヤマガラシ Cardamine torrentis Nakai - 山地の渓流のふち生育する多年草。茎の基部近くのみ有毛で全体無毛。茎は太く基部は斜上し上部は直立して高さ20-60cm。茎葉は奇数羽状複葉で小葉は5-9個、頂小葉が少し長い。小葉に短い小葉柄があるか無柄。本州の福島県南部から中部地方、四国の徳島県、九州の熊本県・宮崎県に分布する[2]。
- ミヤウチソウ Cardamine trifida (Lam. ex Poir.) B.M.G.Jones - 北海道の湿った草原などに稀に生育する多年草。高さ10-30cm。根出葉は1-2回3出複葉、茎葉は奇数羽状複葉で小葉は3-5個、線形から狭披針形。花は紅紫色。絶滅危惧IB類(EN)。国外ではシベリアから北東アジアに広く分布する。別名、ホソバコンロンソウ[2][11]。
- チシマタネツケバナ Cardamine umbellata Greene - 南千島の高山から報告されている多年草。ミヤマタネツケバナに似るが葉柄の基部が耳状にならない。帰化種のミチタネツケバナに似るが、比べると花が大きい。極東ロシア北東部から北アメリカ大陸北西部に分布する[2]。
- アイヌワサビ（アイヌ山葵[7]） Cardamine valida (Takeda) Nakai - 山地の沢沿いに生育する多年草。茎は太く直立して高さ30-80cm。茎葉は奇数羽状複葉で小葉は5-11個、側小葉と頂小葉はほぼ同形で同じ大きさ。小葉は無柄。南千島、北海道、本州の岩手県、サハリンに分布する[2][7]。
- エゾワサビ（蝦夷山葵[4]） Cardamine yezoensis Maxim. - 山地の水湿地に生育する多年草。全体に無毛。茎は斜上または直立して高さ20-50cm。茎葉は単葉か奇数羽状複葉で側小葉は1-2対、頂小葉は大きく卵円形。北海道、本州の青森県西部・秋田県北部、サハリン、ウスリーに分布する[2][7]。

### 日本に帰化する種
- ミチタネツケバナ Cardamine hirsuta L. - 乾いた道ばたなどに生育するヨーロッパ原産の帰化植物、水湿地ではみられない。1992年に日本新産が報告された。根出葉がロゼット状になって花期にも残り、茎はほとんど無毛で直立する。茎葉は少なく、小葉は線形で根出葉の小葉とは形状が異なる。花は小さく、雄蕊は4個、長角果の果柄は直立する[2]。

### その他の主な種
- マンシュウタネツケバナ Cardamine amariformis Nakai
- サジナズナ Cardamine bellidifolia L.
- オクヤマナズナ Cardamine changbaiana Al-Shehbaz
- タイワンユリワサビ Cardamine circaeoides Hook.f. et Thomson
- サイシュウタネツケバナ Cardamine glechomifolia H.Lév.
- サジガラシ Cardamine komarovii Nakai
- Cardamine koreana (Nakai) Nakai
- ソコライソウ Cardamine macrophylla Willd.
- ハイタネツケバナ Cardamine prorepens Fisch. ex DC.
- コウライユリワサビ Cardamine pseudowasabi H.C.Shin et Y.D.Kim
- Cardamine victoris N.Busch